# Paolo Lepori
Paolo Lepori (Livorno, 20 aprile 1959) è un ex canoista italiano.

## Biografia
Nato nel 1959 a Livorno, a 17 anni ha partecipato ai Giochi olimpici di Montréal 1976, nel K-2 500 m con Pier Duilio Puccetti, arrivando 5º in batteria con il tempo di 1'49"59, dovendo passare per il ripescaggio, concluso con il 2º posto in 1'45"30 e con la qualificazione alla semifinale, terminata al 5º posto in 1'43"51 (andavano in finale i primi 3).